# Coptocercus validus
Coptocercus validus är en skalbaggsart som beskrevs av Charles Joseph Gahan 1893. Coptocercus validus ingår i släktet Coptocercus och familjen långhorningar. Inga underarter finns listade i Catalogue of Life.